# Spinomantis guibei
A Spinomantis guibei  a kétéltűek (Amphibia) osztályába és  a békák (Anura) rendjébe, az aranybékafélék (Mantellidae) családjába tartozó faj. 

## Előfordulása
Madagaszkár endemikus faja. A sziget délkeleti részén, a Kalambatritra Rezervátumtól az Andohahela Nemzeti Parkig, 1200–1800 m-es tengerszint feletti magasságban honos.

## Nevének eredete
Nevét a fajt elsőként leíró francia természettudós Jean Marius René Guibé tiszteletére kapta.

## Taxonómiai besorolása
Ezt a fajt elsőként Jean Marius René Guibé írta le 1974-ben a Gephyromantis elegans másodlagos homonimájaként. Rose Marie Antoinette Blommers-Schlösser 1991-ben a Mantidactylus guibei új nevet adta a fajnak. Ezt követően Alain Dubois az ekkor még alnemként ismert Blommersia alnembe sorolta, de később áthelyezték a Spinomantis nembe.

## Megjelenése
Közepes méretű Spinomantis faj. A hímek mérete 29–35 mm, a nőstényeké 36–40 mm. Valódi színe nem ismert, a tartósított holotípus feketése barna, hosszanti fekete mintázattal. Lábának első része és hasi oldala fehér, jellegzetes fekete mintázattal. Torka sötét árnyalatú, szabálytalan fehér pettyekkel, melyek középvonalat alkotnak. Bőre sima. Hallószerve feltűnő. Mellső lába úszóhártya nélküli. Ujjain jól fejlett korongok fejlődtek. A hímek combmirigye jól látható.

## Természetvédelmi helyzete
A vörös lista a sebezhető fajok között tartja nyilván. Elterjedési területe kisebb mint 5000 km², erősen fragmentált. Élőhelyének mérete csökken, minősége fokozatosan romlik. Két védett területen, az Andohahela Nemzeti Parkban és a Kalambatritra Rezervátumban fordul elő.